# دونالد إبراهام
دونالد إبراهام (بالإنجليزية: Donald Abraham)‏ هو سياسي أمريكي، ولد في 26 سبتمبر 1930 في الولايات المتحدة، وتوفي في 24 يوليو 1978 في مقاطعة أليني في الولايات المتحدة. حزبياً، نشط في الحزب الديمقراطي. وقد انتخب عضو مجلس نواب بنسيلفانيا.